# Protoproutia rusticaria
Protoproutia rusticaria är en fjärilsart som beskrevs av Mcdunnough 1939. Protoproutia rusticaria ingår i släktet Protoproutia och familjen mätare. Inga underarter finns listade i Catalogue of Life.